# Kare Kano
Kare Kano (彼氏彼女の事情, Kareshi Kanojo no Jijō, lit. "Ell i ella i les seves circumstàncies") és una sèrie de manga i anime de la dibuixant japonesa Masami Tsuda. L'obra, que segueix l'estuructura d'una comèdia romàntica, va començar a ser publicada entre el 1995 i el 2005, i que compta amb 21 volums i una sèrie animada de 26 episodis. L'anime es va doblar al català i es va emetre al Club Super3 l'any 2002.

## Argument
Els protagonistes de la sèrie són la Yukino Myazawa i en Soichiro Arima. La Yukino és una noia modèlica. Treu molt bones notes, és bona en els esports i bonica, però només en aparença, ja que en realitat és una vanitosa empedreïda, que gaudeix rebent les alabances de tothom i sent el centre d'atenció, motiu pel qual s'esforça tant en els estudis i no deixa que ningú vegi el que hi ha sota la seva màscara de perfecció.
Quan comença l'institut, la Myazawa no pot veure l'Arima, un altre estudiant modèlic que treu millors notes i és escollit delegat del curs. A partir d'aquest moment s'esforça encara més per superar-lo i al final treu més puntuació que ell als exàmens. L'Arima a més a més, li confessa que està enamorat d'ella i després de donar-li carbassa, la Yukino creu que l'ha derrotat definitivament.
Però aquell cap de setmana l'Arima va a casa seva a portar-li uns CDs i la descobreix cridant, en xandall, i comprèn que en realitat tota la perfecció que mostra és pura façana. A partir d'aquí li comença a fer xantatge i obliga a la noia fer-li la feina extra i és justament llavors, quan s'adona que s'està enamorant de l'Arima.
A partir d'aquest moment la sèrie se centra en la relació entre aquests dos personatges, i les adversitats que passaran per poder estar junts en el seu dia a dia.

## Personatges

### Principals
- Yukino Miyazawa

Aparentment és la noia perfecta, treu bones notes, és atractiva i bona amb els esports, en realitat és una vanitosa empedreïda, com ella mateixa es defineix, i una hipòcrita que busca secretament les alabances dels altres. Ha estat així des que era petita, cosa que ha ocasionat que mai hagi tingut amics, per evitar que descobrissin la seva perfecció era una màscara.
Un dia l'Arima descobreix la veritat, que és un hipòcrita, que busca ser el centre d'atenció. Després d'una temporada de xantatge, s'adona de que s'ha enamorat d'ell, a partir de llavors deixa córrer les màscares i intentarà ser ella mateixa. La seva relació amb l'Arima anirà aprofundint-se, passaran a ser amics, després més que amics però menys que novios i després acabaran sent una parella estable. D'aquesta manera, després d'uns quants entrebancs, començarà a fer amigues i a ser ella mateixa.
- Soichiro Arima

Igual que la Yukino, és un estudiant modèlic, simpàtic, bon esportista, membre del club de kendo de l'escola i delegat del curs. Està enamorat de la Yukino i li confessa, però ella, que li té enveja per ser més popular, li dona carbassa. Un dia que va a casa de la Myazawa, descobreix que és una hipòcrita i li comença a fer xantatge i la obliga a fer-li deures i altres tasques escolars. Quan s'adona que la Yukino està patint i que s'ha enamorat d'ell ho deixa córrer i acaben sortint junts.
L'Arima, també porta una màscara, però a diferència de la Yukino, que la porta per vanitat, ell la porta per encobrir les seves angoixes. Ell va ser adoptat pels seus oncles, perquè els seus pares eren uns miserables i el van abandonar. Des de sempre la seva gran por ha estat sempre tornar-se com ells, per això ha portat sempre aquesta màscara, que es trenca quan està amb la Yukino, cosa que al principi i la causa una gran inquietud perquè tem que es trenqui també la seva protecció contra ell mateix. Quan la sèrie avança, la part fosca de l'Arima va guanyant-li terreny a mesura que ell s'adona que ja no pot viure sense la Yukino i que sent que ella podria viure perfectament sense ell.

### Secundaris
- Hideaki Asaba

Amic de l'Arima i de la Yukino. És un estudiant pèssim, ja que es passa la major part del temps surfejant o intentar seduir a totes les noies que veu. És un noi molt popular, cosa que li encanta, i juntament amb l'Arima és considerat el noi més atractiu de l'escola. Al principi intenta trencar la relació entre els protagonistes, perquè vol ser amic d'en Suichiro per tenir més facilitats per lligar, però finalment acaba respectant la Yukino i es fa amic seu. Tot i que és un bala perduda, sempre estarà proper a la parella, bàsicament com a element còmic.
- Hiroyuki i Myako Miyazawa

Pares de la Yukino, la Tsukino i la Hanano. En Hyrouki era un noi orfe que vivia amb el seu avi. Es van conèixer quan eren petits i en Hyrouki es divertia fent-li entremaliadures a la Myako, però quan van entrar a l'escola secundària la seva relació va canviar i es van enamorar, tot i que ell ho dissimulava amb una actitud infantil que a vegades encara té de gran.
Quan l'avi d'en Hyrouki va morir, la Myako li rebel·la obertament que sempre l'ha estimat i es casen poc després d'acabar l'escola secundària, cosa que el pare d'ella no acaba mai d'acceptar i encara avui en Hyro i ell no es poden veure. Foren pares de molt joves, cosa que fa que a vegades resultin uns pares poc ortodoxos.
En Hyrouki estima molt la seva família, potser perquè ell no en va tenir, tot i que les seves filles se'l passegin constantment. Quan a l'escola els criden per què la relació de la Yukino i l'Arima, els fa treure notes baixes, ells defensen que la seva filla faci el que vulgui, ja que al cap i a la fi, és el que van fer ells.
- Tsukino i Kano Miazawa:

Germanes de la Yukino. La Tsukino és la germana mitjana de la família i és més despreocupada que les seves germanes. La Kano és la germana petita, però tot i així sap utilitzar la psicologia i donar consells a la Yukino en moment desesperats. Cap de les dues es preocupa tant per estudiar i prefereixen jugar juntes, no entén la preocupació de la seva germana gran per aparentar ser perfecta i a vegades la deixa per inútil.
- Tsubasa Shibahime:

És uns anys més petita que la Yukino i estava enamorada de l'Arima, però ell només la veu com una germana petita. Quan descobreix que l'Arima surt amb la Yukino la comença a tractar amb hostilitat oberta i fins i tot l'arriba a agredir. Al final es reconcilien i s'agafen un gran afecte mutu.
La seva mare va morir en el part i el seu pare la va criar sol, de manera que es va tornar consentida i possessiva, fins al punt de no acceptar que el seu pare es vulgui tornar a casar. Al final cedeix i el seu pare es casa amb una dona vídua que ja tenia un fill, en Kazuma. La Tsubasa de seguida li agafa un gran afecte al seu germanastre,que a vegades no sembla amor de germans.
- Kazuma Shibahime

Quan la seva mare es casa amb el pare de la Tsubasa es converteixen en germans, i ja que tots dos han crescut sense un dels pares s'agafen de seguida un gran efecte mutu. Arriba un punt en què en Kazuma s'adona que el sent per la seva germana no és amor de germans, se l'estima com a dona i com que ella no el correspon així, marxa de casa. Les cançons que compon a partir de llavors, parlaran de l'amor que sent per la Tsubasa i tot i que ella trigarà a canviar els seus sentiments, al final acaben junts.
En Kazuma, tot i ser estudiant, es el cantant d'un grup de rock anomenat Ying Yang, que amb el temps va guanyant popularitat.
- Maho Izawa:

Companya de curs de la Yukino i des de sempre, la número dos, cosa que la porta a sentir enveja cap a la Yukino i després odi. Quan la Yukino comença a sortir amb l'Arima, ella posa a totes les noies de la classe en contra seva, però al final elles es reconcilia amb ella i passa a formar part del seu cercle d'amigues, tot i que al principi un pel a desgrat seu.us
- Tsubaki Sakura:

Amiga de la Yukino. És bona esportista, i contribueix el fet que té una actitud enèrgica i activa. Normalment sol ser amable, però quan s'enfada amb algú és terrible. Quan era més petita sempre es reia d'un nen grassonet anomenat Takefumi Tonami, que ara, completament canviat torna per venjar-se d'ella.
- Aya Sawada:

Tot i la seva edat ja és una escriptora amb talent reconegut a la que ja li han publicat algunes obres i a la germana petita de la Yukino li encanten. Al principi fuma, cosa que la Yukino desaprova i li trepitja els cigarrets. Ha estat amiga de la Rika des de petita, a qui sempre tractava malament, però un dia va descobrir que malgrat tot el que li havia fet, la Rika seguia admirant-la, sensació que la posa malalta. Al llarg de la sèrie escriu una obra de teatre i persegueix a les seves amigues perquè hi col·laborin.
- Rika Sena:

Amiga inseparable de l'Aya, a la que admira profundament. Li encanta cosir i fer manualitats, però a diferència de la Yukino, no li agrada destacar i prefereix quedar-se en segon terme. L'Aya sempre la tractava com un drap brut, li donava la culpa de les seves malifetes, li obligava a fer-li la feina, però ella mai ha deixat d'apreciar-la i admirar-la. Està enamorada del germà gran de l'Aya, però com que són molt tímids, els costa molt dir-se res.
- Takefumi Tonami

De petit era un nen grassonet de casa bona, molt aviciat pels seus pares sobreprotectors, cosa que causava que molt alumnes abusessin d'ell, especialment la Tsubaki Sakura. Després de marxar uns anys a Okinawa, torna a mig curs. Ara és alt, atractiu i intel·ligent i vol venjar-se de la Sakura pel que li va fer de petit, però descobreix que en realitat sempre havia estat enamorat d'ella. Es fa de seguida amic de la Yukino i l'Arima comença a mirar-lo amb hostilitat. Takefumi, que ja coneixia l'Arima s'adona de la seva cara oculta i fa els impossibles per intentar caure-li bé.